# Meow!
Meow! é um curta-metragem de animação brasileiro de 1981, realizado por Marcos Magalhães. É considerado um dos filmes mais importantes da animação nacional. Foi a primeira vez em que um curta animado brasileiro venceu o Prêmio Especial do Júri do Festival de Cannes. Em 22 de dezembro de 2017, a Associação Brasileira de Críticos de Cinema elegeu Meow! como o terceiro melhor filme de animação brasileiro.